# 歐文·亞瑟 (演員)
歐文·亞瑟（英語：Owain Arthur，1983年3月5日—），是一位威爾斯舞台劇和電視劇演員，因在2011至2014年主演英國國家劇團的舞台劇《一僕二主》而聲名大噪，並將會於2022年電視劇《魔戒：力量之戒》中飾演主要角色都靈四世。

## 外部連結
- 歐文·亞瑟在互联网电影资料库（IMDb）上的資料（英文）